# Rhythm of Love Tour
Turneul Rhythm of Love a fost al doilea turneu mondial susținut de Kylie Minogue. A început pe 10 februarie 1990, și a vizita Australia și Asia. Numele turneului a fost schimbat în Let's Get to It Tour pentru spectacolele din Europa, având și o listă modificată a pieselor. În timpul turneului Kylie a arătat o latura mai matură a sa, așa numita 'SexKylie'.

## Lista pieselor
1. „Step Back in Time”
2. „Wouldn't Change a Thing”
3. „Got to Be Certain”
4. „Always Find The Time”
5. „Enjoy Yourself”
6. „Tears on My Pillow”
7. „Help”
8. „I Should Be So Lucky”
9. „What Do I Have to Do?”
10. „Je Ne Sais Pas Pourquoi”
11. „One Boy Girl”
12. „Love Train”
13. „Rhythm of Love”
14. „Shocked”
15. „Hand on Your Heart”
16. „Count The Days”
17. „Locomotion”
18. „Better the Devil You Know”

## Datele turneului
| Data              | Oraș         | Țara      | Locația                      |
| ----------------- | ------------ | --------- | ---------------------------- |
| Australia         |              |           |                              |
| 10 februarie 1991 | Canberra     | Australia | Stadium                      |
| 13 februarie 1991 | Perth        | Australia | Entertainment Centre         |
| 15 februarie 1991 | Adelaide     | Australia | Memorial Drive Tennis Centre |
| 16 februarie 1991 | Melbourne    | Australia | National Tennis Centre       |
| 22 februarie 1991 | Brisbane     | Australia | Entertainment Centre         |
| 23 februarie 1991 | Brisbane     | Australia | Entertainment Centre         |
| Asia              |              |           |                              |
| Data              | Oraș         | Țara      | Locația                      |
| 1 martie 1991     | Singapore    | Singapore | Harbour Pavilion             |
| 2 martie 1991     | Bangkok      | Thailanda |                              |
| 3 martie 1991     | Kuala Lumpur | Malaysia  | Stadium Negara               |
| Japonia           |              |           |                              |
| Data              | Oraș         | Țara      | Locația                      |
| 4 martie 1991     | Tokyo        | Japonia   |                              |
| 6 martie 1991     | Osaka        | Japonia   |                              |
| 8 martie 1991     | Nagoya       | Japonia   |                              |
| 10 martie 1991    | Fukuoka      | Japonia   |                              |